# Vsevolod Michajlovič Garšin
Vsevolod Michajlovič Garšin (in russo Всеволод Михайлович Гаршин?; Distretto di Bachmut, 14 febbraio 1855 – San Pietroburgo, 5 aprile 1888) è stato uno scrittore russo nato in Ucraina.

## Biografia
Nato nel distretto di Bachmut, nella tenuta della nonna materna, proveniva da una famiglia di antica nobiltà e dalle modeste risorse. Il padre, Michail Egorovič (1817-1870), dopo aver studiato giurisprudenza per due anni, passò al servizio militare. Nel 1848, mentre era in viaggio con il suo reggimento, conobbe Ekaterina Stepanovna Akimova, ragazza molto istruita e sensibile alle questioni politiche, che sposò. Vsevolod fu il terzo figlo della coppia. La famiglia, a causa dell'attività militare di Michail Egorovič, si spostava in continuazione, finché l'uomo nel 1858, dopo aver ricevuto l'eredità paterna, non si ritirò. 
L'infanzia di Vsevolod fu gravemente turbata dalla separazione dei genitori. La madre, infatti, ebbe una relazione con il precettore dei figli, Pëtr Vasil'evič Zadarskij (1838-?), un agitatore rivoluzionario, e lo seguì in esilio a Petrozavodsk, per poi andare a vivere coi figli più grandi a San Pietroburgo, mentre Vsevolod rimaneva col padre. Nell'estate del 1863 la madre lo prese a vivere con sé; l'anno successivo iniziò a frequentare il ginnasio sito sull'Isola Vasil'evskij. Non fu un bravo studente perché passava il tempo in letture extra scolastiche e perché di salute cagionevole. Fu in questo periodo di studi che cominciò a manifestare i primi sintomi della sua malattia mentale: la sindrome depressiva bipolare.
Si arruolò volontario nella fanteria durante la Guerra tra Russi e Turchi del 1877-1878. Fu ben voluto dagli altri soldati ed ebbe la protezione di certi ufficiali, che gli permisero di tornare a casa dopo essere stato ferito in battaglia in Bulgaria.
Le sue esperienze come soldato hanno fornito le basi per i suoi primi racconti, come ad esempio Quattro giorni (in russo Четыре дня – Četyre dnja). In Quattro giorni, un monologo più che un racconto vero e proprio, l'autore si basa su un incidente realmente accaduto: un soldato ferito alla spalla sinistra è dato per morto sul campo di battaglia per quattro giorni, durante i quali rimane faccia a faccia davanti al cadavere di un soldato turco che aveva ucciso. Garšin dimostra sin dai primi racconti la grande empatia che ha caratterizzato tutta la sua opera.
Ebbe un precoce successo letterario, ma non ebbe mai rapporti con altri intellettuali per i continui attacchi di malattia mentale e, si pensa, di epilessia. Disperato, il 31 marzo 1888, si gettò dalla rampa delle scale del quarto piano del suo appartamento, morendo cinque giorni dopo per le gravi ferite riportate.

## Opera

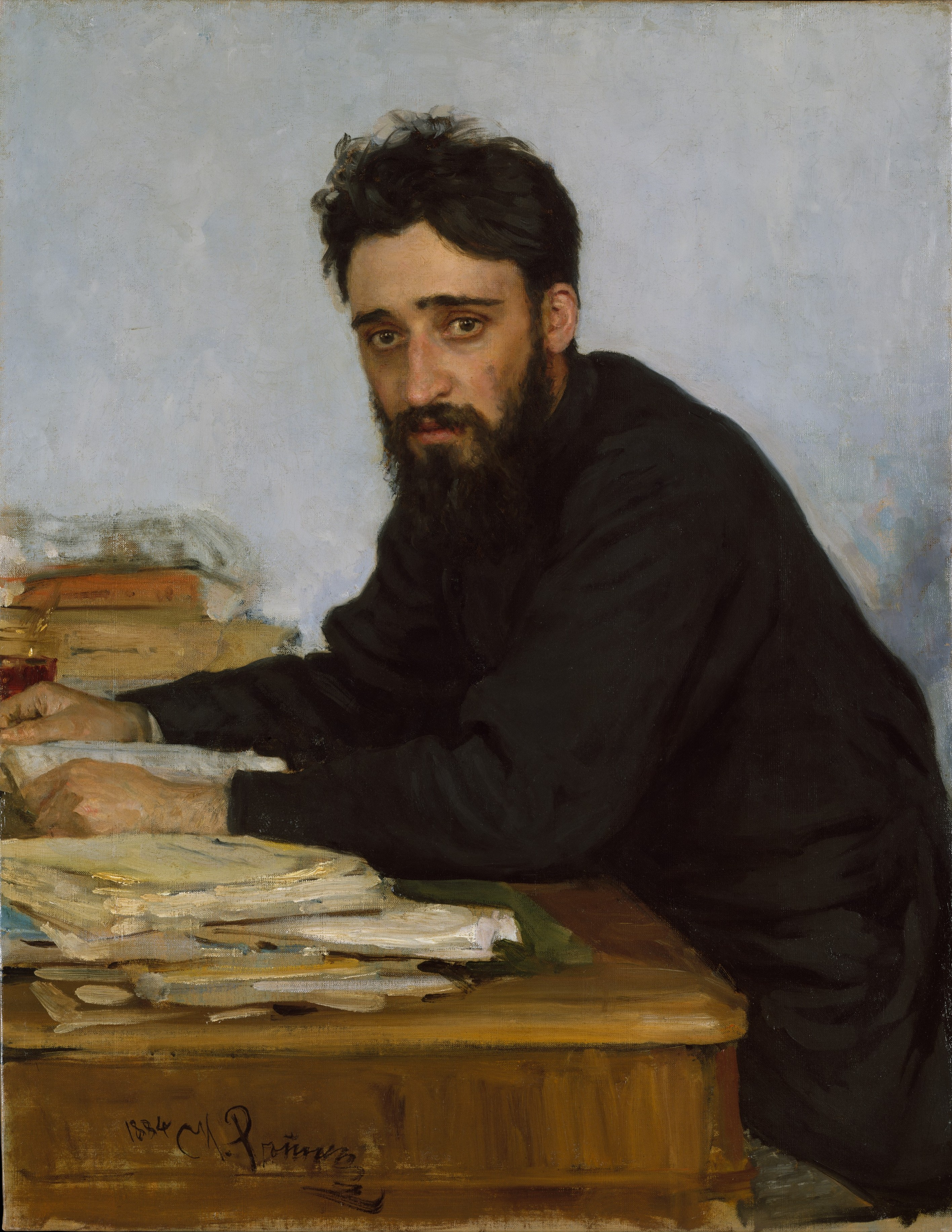
Garšin nel suo studio dipinto dal noto pittore russo Repin

L'opera di Garšin comprende in tutto una ventina di storie, contenute in un unico volume, scritte con tale empatia, come detto, con una tale compassione che qualcuno lo paragonò al grande Dostoevskij. Oltre a Quattro giorni un altro suo racconto fondamentale è Novel, nel quale narra l'infedeltà di una donna in modo lirico e ironico.
In Che cosa è, che cosa non è stato e in Attalea Princeps si assiste all'interessamento dell'autore per la favola, infatti entrambe le opere raccontano il comportamento di piante e animali nelle vicende umane. Invece in Ufficiale e servo l'autore appare simile a Čechov per l'ambientazione squallida, l'oscurità del significato e per l'eccellente costruzione.
La sua opera più nota è il racconto Il fiore rosso, la prima "pazza-storia" della Letteratura russa. In essa Garšin raggiunge il più alto livello di sensibilità morale; essa narra di un pazzo con l'ambizione di sfidare e sconfiggere il male del mondo: egli scopre che tutti i mali sono contenuti in tre papaveri che sono cresciuti nel giardino dell'ospedale, dove risiede; con grande astuzia elude la sorveglianza ospedaliera e li coglie; poi muore per esaurimento nervoso, contento di aver raggiunto il suo scopo. Il clima opprimente dell'ospedale e la morte del pazzo simile a quella di un martire sono descritte con grande abilità da Garšin ma anche con un po' di malevola ironia.